# 김재관 (미술가)

1943년 부모님 결혼식 사진. 1964년 고3 때 홍익대주최 전국중고교학생 미술실기대회에서 특선한 본인작품 앞에서. 1968년 실기실에서. 1996년 홍익대 미술학 박사학위 수여식장에서 부인과 함께. 사진제공=김재관.

김재관(金在寬, kim Jai Kwan, 1947년 2월 15일 ~)은 우주생성의 범(汎) 기하학적 질서와 생명력을 추상미술로 표현하는 대한민국의 화가이다.

## 생애
1947년 2월15일 충청북도 청주시 남문로2가 32번지에서 아버지 김갑묵(金甲黙,1924~2009) 어머니 봉무연(奉茂年,1926~1979)의 5남2녀 중 장남으로 태어났다. 안동김씨(安東金氏) 안렴사공파(按廉使公派) 세공첨중추공(世恭僉中樞公)14세손으로 부유한 유소년시절을 보냈다.
유년시절 6.25전쟁을 겪었고 청주 교동초등학교(1953~59), 청주중학교(1959~62), 청주고등학교(1962~65)졸업하였다. 고교 2~3학년 연속, 홍익대학 주최 ‘전국중고등학생 미술실기 대회’에서 ‘특선’상을 수상하였다. 홍익대학교 미술대학 서양화과(1966~70년) 및 동 대학원서양화전공(1977~79년)졸업했다. 홍익대학교대학원 미술학 박사학위를 취득(1992~96년)하였다.
대학시절 남관(南寬,1913~1990), 유영국(劉永國,1916~2002), 이일(李逸,1932~1997), 박서보(朴栖甫,1931~2023), 특히 하종현(河鍾賢,1935~)교수의 기하학적 추상구성체를 보고 동기유발 되어 현대미술에 일찍 눈뜨게 된다. 김복영(金福榮,1942~)교수에게 박사학위논문을 지도받았다. 
1975~82년 ‘구조(構造) 동인회’에 가입하였고 1983년 오리진(origin)회화협회원으로 옮겨 활동했다.
교육자로서 청주대학교 교수(1980~2012)를 지냈고 1990~2000년 사이 세 차례 예술대학장을 역임했다. 2009년 쉐마미술관을 설립했다. 김재관은 1974년 오희임(吳熙姙,1954~)과 결혼했고 슬하에 3남을 두었다.

(위 왼쪽부터 시계방향)Abstract 67-1, 60.6×50.0㎝ Oil on canvas, 1967. Separation & Concurrence of construction, 130.3×130.3㎝ Oil on canvas, 1968. Power-1, 162.2×130.3㎝ Oil on canvas, 1969. 제18회 대한민국미술전람회 입선작. 사진제공=김재관. 1976년 ‘맥(脈)’시리즈, 김재관 기하학적추상회화55년 전시전경 2021. 사진제공=청주시립미술관.

## 혼돈기, 기하학적 추상의 회귀(1966~1976년)
대학4학년 때인 1970년 제1회 한국미술대상전(경복궁 국립현대미술관)에 ‘파워’시리즈 작품을 출품하였고 곧이어 군 복무(1970년 8월~73년 5월)로 약 3년간 공백기가 생겼다. 제대하고 작품형식의 혼돈기에 빠졌다. 1976년 초기추상작품 ‘맥(脈)’시리즈를 잠시 시도하였으나 곧바로 기하학적추상 작업을 시작하였다.
“김재관 작가 최초의 기하학적 ‘추상67-1’은 건물의 위에서 아래를 부감한 듯 한 느낌을 주는 작품이다. 청색을 주조로 직육면체, 삼각형, 원 등 기하학적 요소로 이루어져 있다. 선보다는 면에 의한 화면분할이 이루어진 것이 특징인 바, 이후 작업의 전개에 있어서 면이 주가 되고 선이 종속되는 특유의 회화적 구조 시초가 된다.

## 획(劃)과 기하학적 패턴의 결합(1977~1989년)
단색의 평면접근해석을 지양하고 무정형의 반복된 획(劃)과 조형의 근본이 되는 기하학적시각패턴의 이질적인 두 요소를 결합하였다. 이성과 감성, 생명과 미(美)의 불가분관계에 대한 순수성의 원천에 주목하며 기하학적 공간구조에서 아우른 시기이다.
“김재관의 의도는 일단 앵포르멜한 생명감정의 세계를 수용할 의사를 받아들이려는 데에서 시작된다. 뿐만 아니라 이러한 무정형의 생명운동의 반대편에서 살고 있는 외부지각세계의 패턴들에 관한 기하학적 해석에도 커다란 관심을 갖고 있다. 이 두 가지 세계의 통합을 시도하는 데에 그의 작품으로서 ‘관계’가 가지는 특수한 의도가 있다.

(위 왼쪽부터 시계방향)Relation, 80.3×100.0㎝ Oil on Korean paper＋Canvas, 1981. Relation, 65×97㎝ Oil on Korean paper, 1983. 사진제공=김재관. 1980년대 ‘Relation’시리즈작품. 사진제공=청주시립미술관.

“김재관 작가 작품의 기하학적형체의 중층구조는 동양적인 공간의식과 서양의 이성과 지혜가 상극과 조화의 새로운 세계를 열어 보여주고 있는 것이라 할 수 있다.

(위 왼쪽부터 시계방향)Relationship-Control & Devation 194.0×291.0㎝ Acrylic on canvas, 1995. Control & Devation 98-301, 72.7×90.9㎝ Oil on canvas, 1996. 사진제공=김재관. Relationship-Fiction 96-1, 160×305㎝ Acrylic on shaped canvas, 1996. 사진제공=청주시립미술관.

## 입체변형캔버스양식전환과 확산(1990~1999년)
입체적인 변형캔버스(Shaped Canvas)회화양식으로 전환된다. 새로운 그리드(Grid)적 의미를 부여하고자 기하학적 구조의 형성과 해체로서의 대립 그리고 추상회화표현의 동시적 결합으로 이전에 억제되었던 표현력이 확산된다. 3차원적 일루전을 창출함으로써 ‘실재의 재현’을 성취한다.
“이를테면 획은 획이로되, 그것이 색면과 교차하고 또 색면은 색면이되, 그것은 수직·수평의 획들에 의해 구획 지워지기보다는 오히려 그 획들을 스스로 속에 통합하고 있는 색면이다. 뿐만 아니라, 각기의 색 띠, 색 면은 단색(單色)의 것이 아니다. 그것들은 다 같이 재빠른 필촉에 의해 분할됨과 동시에 그 구획의 한계를 넘어선 내재화된 확산적 공간성을 획득하기에 이르는 것이다.
“입체물에서의 그리드는 평형과 비평형상태를 교묘히 종합하고 이것들의 합(合) 지평을 마련하였다. 그러나 그것들은 본래 이원적 양상들이자 실제로는 존재하기 불가능하며 따라서 픽션으로서만 가능한 존재들의 깊이를 담고 있다.
“90년대 이후 회화의 평면성을 규정하는 차원에서 대응적 구조인 원근법을 평면 캔버스와 입체구조물에 동시에 적용하는 새로운 조형을 제시한다. 성숙된 형태와 조형 그것은 자연의 본질과 기하학적 관계를 의미 있게 해석하는 차원으로서의 전환을 지칭한다.

(위)Personalities, 91.0×233.6㎝ Acrylic on canvas, 2000. (중앙)Fiction-cube secretness, Acrylic on canvas 360.0×90㎝ 2003~2001. 서울시립미술관소장. (아래)Relationship-Fiction, 240×190×50×15(H)㎝ Acrylic on shape canvas, 2016~2017. 사진제공=흰물결아트센터갤러리.

## 큐브결속과 평형 융합의 세계관(2000~2019년)
큐브의 ‘신화시대(Myth of Cube)’시리즈 작품들로써 변형캔버스와 드로잉화 된 큐브가 결합되어 평형을 이루는 시기이다. 상충된 구조이지만 한 화면에서 융합되는 세계관을 보여준다. 음과 양, 물질과 정신의 교차가 이루어지고 생명성이 발현되는 본질에 다가가고 있다.
“김재관은 우주와 자연이 여전히 미궁의 세계라는 것을 강하게 시사한다. 그가 그리고자 하는 우주와 자연은 끊임없이 변모하는 과정으로서의 세계이며, 방형으로부터의 유추와 신화적 사유를 통해서 접근할 수 있다는 것을 시사한다.
“김재관 작가 회화 세계의 위대함과 아름다움은 그가 인간의 사고의 층첩(層疊)과, 그의 전율과, 그의 망설임을 우리에게 알려주는 데 성공하고 있다는 점에 있다. 그러나 우리를 가장 놀라게 하는 것은, 이 원시의 세계가 그가 창조한 다양한 변형들 자체에 절대적이면서도 동시에 수학적으로 존재하고 있다는 사실이다.
“김재관은 그리드의 소재적 한계를 극복하고 예술적 표현의 좁은 여지를 오히려 예술적 풍성함으로 전환시키는데 성공했다. 그리드라는 세상으로 열린 창문을 통해 평면에서의 3, 4차원적 세계를 지향해냈고 그 결과 무한한 자유와 해방을 얻었다.
“그의 회화에는 개체와 전체, 그리고 특수와 보편이 한데 어우러져 보기 좋은 한편의 드라마를 연출시키고 있다. 약간 방향을 달리해서 보건대 그의 작품에는 어떤 싸늘함이 드리워져 있다. 많은 것들을 표출하고 있는 듯하면서도 이 같은 작품인상을 개운하게 지워버릴 수 없는 자취를 그의 화면은 남기고 있다.

(위 왼쪽부터 시계방향)빛과 색, 194×130㎝(each) Acrylic and Korean paper on canvas,2021. Deviation from Grid, 180×90㎝ Acrylic and mirror on plywood, 2021~2004. 사진제공=김재관. Distorted Cube Mobile, 60×30×30㎝(5pieces) Stainless steel, 2021. 사진제공=흰물결아트센터갤러리.

## 평면과 입체 대립·대응·보완현상학(2020~현재)
평면의 드로잉으로 내재되었던 구조적 이미지가 오브재로 아웃사이드에 설치되면서 큐브구조의 새로운 해석을 던지고 있다. 평면이 드로잉 된 큐브로 또 입체적 구조로 만들어지면서 평면이미지와 입체적 구조와의 대립·대응·보완의 현상이 나타난다.
김재관 작품세계는 궁극적으로 동양의 주역이 의미하는 것처럼 조화와 상생의 세계관입장에서 새롭게 해석할 수 있는 충분한 여지가 있다.
기하학의 특징과 비의성을 전제로 풀어내는 최근의 김재관 작업들은 이성의 세계와 감성의 세계 모두를 그리고 풍부한 자연의 아름다운 질서마저도 기하학적 이성의 유기체임을 증명하고 있음이 틀림없다.

## 평가
김재관의 추상회화 밑바닥에 깔려 있는 것은 한마디로 ‘음양’의 철리(哲理)이며 그것은 곧 우주적 생성의 원초적 섭리를 의미한다. 그는 그것을 직관적으로 터득하고 그의 회화는 운치라고 부르는 은은한 생동감을 지니고 있는 것이다.
회화에 수리·과학적 이념을 부합시켜 회화의 사고회로(思考回路)를 비판적으로 규명하고, 새로운 기하학적 정신의 회화방법론으로 확립했다는 것은 김재관의 공적에 의한 바가 많다.
김재관은 현대라는 지점에 서 있으면서도 과거와 미래를 동시에 바라보고 있다고 할 수 있다. 그의 작업에서 중요한 것은 시각을 혼란시키는 것이 아니라 시각의 다원성을 최대한 이끌어내는 것에 있다.
“김재관이 맨 처음 기하학적 추상을 시도한 1967년 무렵을 전후하여 한국현대미술사에서 본격적인 기하학적 추상이 출범하였으나 유독 그만은 지금도 계속 이 경향을 견지하고 있다. 이러한 작업의 일관성은 결과적으로 김재관을 한국기하학적추상의 독보적인 존재로 만들었다.

## 개인전 및 단체전
주요개인전
- 1979       공간미술관, 서울

- 1981       고마이(驅井) 갤러리, 도쿄

- 1985       무라마츠(松村) 갤러리, 도쿄

- 1988       갤러리 현대, 서울

- 1989       L.A 아트코아 갤러리, L.A

- 1996       끌로 드 도르발 갤러리, 파리

- 1997       마키(眞崎)-다무라(田村) 갤러리, 도쿄

- 2006       박영덕 갤러리, 서울

- 2010       그림손 갤러리, 서울

- 2012       Steps 갤러리, 도쿄. 팔레 드 서울 갤러리, 서울

- 2013       문신미술관, 창원

- 2017       영은미술관, 경기도광주

- 2019       쉐마미술관, 청주

- 2020       통인화랑, 서울

- 2021       청주시립미술관, 청주

- 2022       소쿄(Sokyo,艸居) 갤러리, 교토

- 2024       흰물결아트센터 갤러리, 서울

주요단체전
- 1983       한국정예작가10인전-서울신문사선정, 경인미술관, 서울

- 1984~92    한국현대작가초대전, 국립현대미술관, 과천

- 1985       기하학이 있는 추상전, 한국문예진흥원미술회관, 서울

- 1987       상파울루 비엔날레, 상파울루 현대미술관, 브라질

- 1988~97    에콜 드 서울, 관훈갤러리, 서울

- 2008       한국추상회화 1958~2008, 서울시립미술관, 서울

- 2015       사유로서의 드로잉 전, 뮤지엄 산, 원주

- 2017       한국-프랑스현대미술 거장전, 양평군립미술관, 양평

- 2019       기하학 단순함 너머 전, 뮤지엄 산, 원주

- 2023~24    한국기하학적추상미술전, 국립현대미술관 과천, 과천

## 수상
- 1989 청석학술공로상, 청주대학교

- 1994 충청북도문화상, 충청북도

- 2012 문신미술상(11회) 본상수상, 문신미술상운영위원회

- 2019 하종현미술상특별작가상수상, 하종현 예술문화재단

- 2024 자랑스런 박물관인상, 한국박물관협회

## 미술관 소장
국립현대미술관(서울), 서울시립미술관, 부산시립미술관, 홍익대학교 현대미술관(서울), 창원시립문신미술관(창원), 영은미술관(경기광주)